# Mexiacla ecosuri
Mexiacla ecosuri är en insektsart som beskrevs av Andrej Vasiljevitj Gorochov 2007. Mexiacla ecosuri ingår i släktet Mexiacla och familjen syrsor. Inga underarter finns listade i Catalogue of Life.